# Спано, Максим
Макси́м Спано́ (фр. Maxime Spano; 31 октября 1994, Обань, Франция) — французский футболист, защитник клуба «Кауно Жальгирис».

## Карьера
Максим выступал за молодёжную состав «Канна» до 2012 года, когда он перешёл во вторую команду «Нима», выступавшую в Национальном дивизионе 3. Дебютный матч защитник провёл 1 сентября 2012 года.
Проведя за сезон 5 матчей, Спано летом 2013 года присоединился к клубу из того же дивизиона, «Пеннуа». 19 октября 2013 года защитник провёл первую игру в новой команде.
В июле 2014 года Максим был приобретён «Тулузой». 24 октября 2014 года Спано дебютировал в Лиге 1, выйдя на замену на 44 минуте встречи с «Лансом». 14 декабря того же года защитник уже на первой минуте игры с «Лиллем» был удалён с поля за фол последней надежды. Марко Баша назначенный за нарушение правил пенальти не реализовал, однако «Лилль» всё равно одержал победу в матче с оставшимся в меньшинстве противником 3:0. Всего в сезоне 2014/15 Максим принял участие в 3 играх чемпионата и 1 матче кубка лиги Франции.